# Osman Ertuğrul Osmanoğlu
Pour les articles homonymes, voir Osmanoğlu.
Succession
Prétendant au trône de Turquie
12 mars 1994 – 23 septembre 2009
(15 ans, 6 mois et 11 jours)
Le prince Osman Ertuğrul Osmanoğlu (turc ottoman : ارطغرل عثمان) (titres complets : Devletli Necabetli Osman Ertuğrul Efendi Hazretleri), né le 18 août 1912 à Constantinople (aujourd'hui Istanbul) et mort le 23 septembre 2009 dans la même ville, est le chef de la famille impériale de Turquie et prétendant au trône ottoman de 1994 à sa mort.
Si l’Empire ottoman n’avait pas été dissous et remplacé par la république de Turquie, il serait devenu calife et grand sultan Osman V. Il était également connu sous le nom de grand sultan Ertuğrul II en référence à Ertuğrul, le père d’Osman Ier.
Jusqu’à l’abolition de la monarchie le 1er novembre 1922, Osman est titré Son Altesse impériale Şehzade Ertuğrul Osman Efendi Hazretleri, prince impérial de l’Empire ottoman. Il est connu comme « le dernier Ottoman » en Turquie.

## Biographie
Osman est né le 18 août 1912 à Constantinople. Il est le plus jeune fils de Şehzade Mehmed Burhaneddin (palais de Yıldız, né le 19 décembre 1885 à New York, États-Unis, mort le 15 juin 1949 et enterré à Damas). Son père est capitaine de l’armée ottomane. De 1914 à 1919, son père est prince héritier et roi titulaire d’Albanie par son mariage avec sa première femme, Aliye Melek Nazlıyar (Adapazarı, née le 13 octobre 1892 à Ankara et morte le 31 août 1976), fille de Huseyin Bey. Ils se sont mariés à Nişantaşı (aujourd’hui Beyoğlu) le 7 juin 1909 et divorcent en 1919. Les grands-parents paternels d’Osman sont sultan Abdülhamid II et Mezidimestan Kadın.
En 1924, alors qu’il étudie à Vienne en Autriche, il reçoit des nouvelles que tous les membres de la famille du sultan devaient être exilés. Il vit aux États-Unis à partir de 1933 et plus tard réside à New York en 1940. Il fait ses études en génie minier. Il travaille comme consultant pour une entreprise canadienne Wells Overseas qui l’envoie souvent en Amérique du Sud.
Osman vit modestement à Manhattan après 1945, résidant dans un appartement de deux chambres au-dessus d’un restaurant. Il retourne en Turquie en 1992 après avoir été invité par le gouvernement du pays. À l’époque, il observe : « La démocratie fonctionne bien en Turquie. ». Il devient le 43e chef de la Maison impériale ottomane en 1994.
Osman obtient un passeport et une citoyenneté turcs en 2004.
Osman parle turc, anglais, allemand et français couramment et comprend l'italien et l'espagnol. Il est décédé à l’âge de 97 ans le 23 septembre 2009,,. Le ministère turc de la Culture a annoncé qu’Osman était mort dans son sommeil à la suite d’une insuffisance rénale. Sa femme, qui était à ses côtés, quand il est mort, a également confirmé la cause du décès. Le prince avait passé une semaine à l’hôpital Memorial d’Istanbul au moment de sa mort,,. Les funérailles d’Osman ont eu lieu à la mosquée Sultan Ahmed d’Istanbul le 26 septembre. Son corps a été enterré à côté de son grand-père Sultan Abdülhamid II dans le quartier de Çemberlitaş à Istanbul. Son cercueil a été drapé avec le Standard[pas clair] ottoman impérial et ses funérailles ont été suivies par les ministres du gouvernement turc. Le Premier ministre et le président de la république de Turquie ont tous deux adressé leurs condoléances à la famille impériale. Le Premier ministre a également rendu visite plus tard à la veuve d’Osman dans un ancien palais impérial pour lui présenter ses condoléances.

### Vie privée
Il s’est marié deux fois, d’abord à New York, le 20 janvier 1947 à Gulda Twerskoy (Johannesbourg, Gauteng, 20 mars 1915 – New York, 16 septembre 1985), sans enfants.
Sa seconde épouse, qu’il épouse à New York, le 27 septembre 1991, Zeynep Tarzi (née à Istanbul le 16 décembre 1940), est la fille d’Abdulfettah Tarzi, neveu de l’ancien roi d’Afghanistan, Amanullah Khan et de Pakize Tarzi, une gynécologue turque pionnière[pas clair] issue d’une famille ottomane profondément enracinée. Il est marié à Zeynep jusqu’à sa mort à l’âge de 97 ans.